# Norops bicaorum
Norops bicaorum este o specie de șopârle din genul Norops, familia Polychrotidae, descrisă de Köhler 1996. Conform Catalogue of Life specia Norops bicaorum nu are subspecii cunoscute.